# Pètal (Supernenes)
Pètal (també coneguda com a Blossom als Estats Units i Bombón a Hispanoamèrica) és membre del grup de la sèrie nord-americana coneguda a l'àmbit catalanoparlant com a "Les Supernenes, "the powerpuff girls" als Estats Units o també amb les sigles PPG. Creada per Craig McCracken i emesa per Cartoon Network. "Les supernenes" són conegudes com a Burbuja, Cactus, Bristina i Pètal a Espanya i a quasi tota Llatinoamèrica com a Burbuja, Bellota, Bristina i Bombón.

## Creació
Les Supernenes van ser creades pel Professor Utoni. Inicialment, tenien que ser creades a partir de "sucre, espècies i tot lo bo", però quan el Professor va afegir accidentalment la Substància X al beuratge, atorgant així a les Supernenes els seus superpoderes. Després dels esdeveniments de Powerpuff Girls Movie, les Supernenes, chicas Superpoderosas ."Van dedicar les seves vides a combatre el crim i les forces del mal" a la ciutat de Townsville, als Estats Units, i salvar el món abans de l'hora de dormir.

## Personalitat
Pètal és la líder del grup, admiradora dels rols femenins de la societat, sembla ser més intel·ligent que les seves germanes. Ja que és aplicada i té l'assistència escolar perfecta, només té tres anys i ja ha sigut acceptada a una universitat de grau superior, odia el desordre, és de pensament ràpid, lògic i analític i té un fort sentit de la justícia. L'ingredient predominant a la seva personalitat és "tot el bonic" D'acord amb la combinació d'elements en la seqüència d'obertura, és molt extrovertida, tendra, enamoradissa i madura.
Ella és qui inventa noves maniobres en equip i dirigeix a les Noies en la batalla. És quan ella manté a tots treballant en equip i brillen les seves habilitats reals com a líder. Ella gaudeix de la seva posició i sap que és la més adequada per a això; això pot fer-la semblar manaire i arrogant, però sempre està disposada a reconèixer una idea millor.

## Aparença
Té el cap ovalat, ulls enormement grans un disseny basat en les pintures de Margaret Keane, l'artista sol retratar a nens i dones amb ulls grans. No tenen ni dits, nas, orelles ni coll.
Té el cabell de color vermell ataronjat ardent amb un monyo vermell representant una corona te el cabell fins a la cintura, amb una part triangular i serrell, i uns ulls rosats. Ella utilitza un vestit rosa que té una franja negra al mig, amb mitges blanques i sabates Mary Janes negres. Llueix un llaç vermell lligat la part superior del cap i una pinça per als cabells en forma de cor que es pot veure des del darrere. El seu disseny està basat en les pintures de Margaret Keane, l'artista sol retratar a nens i dones amb ulls grans. Per això les supernenes tenen aquesta característica.

## Poders i habilitats
Els extraordinaris poders de Pètal son alè gelat, intel·ligència de geni, visió microscòpica i intuïció.
A part del poder original, Pètal igual que les seves germanes té el poder de projectar una aura d'energia que pot canviar la forma de diferents objectes, s'ha vist sobresortint aures en forma d'aspiradora i grapadora. Normalment treu aures amb formes d'articles escolars i per la llar. Pot utilitzar cops de poder i te la capacitat de volar, com les seves germanes .